# Preston School of Industry
Preston School of Industry är ett amerikanskt indierock-band som bildades av Scott Kannberg (Spiral Stairs), sedan bandet Pavement upplöstes 1999. 
Bandet har släppt två fullängdsalbum. Det första, All This Sounds Gas, innehåller låtar som Kannberg från början skrev till Pavements sista album Terror Twilight. Tillsammans med Andrew Borger (trummor) och Jon Erickson (bas) spelade gruppen in låtarna och släppte debutalbumet 2001. Det andra albumet Monsoon utkom 2004.

## Diskografi
Album
- 2001 - All This Sounds Gas
- 2004 - Monsoon

EP
- 2001 - Goodbye to the Edge City
- 2004 - Caught in the Rain
- 2004 - The Furnace Sun

Singlar
- 2001 - Whalebones
- 2001 - Falling Away / Anything Could Happen
- 2002 - The Idea of Fires
- 2003 - Caught in the Rain / Roll Out the Heartbreakers (delad singel med Gersey)